# Paleozoic
El Paleozoic és l'era geològica que començà fa 538,8 ± 0,2 milions d'anys i s'acabà fa 251,902 ± 0,024 milions d'anys. Es tracta de la primera època de l'eó Fanerozoic, que encara dura. El seu nom deriva de les paraules gregues antigues παλαιός (palaiós), que significa ‘antic’, i ζωή (zoé), que significa ‘vida’, i en el seu conjunt vol dir ‘vida antiga’.
La divisió del temps en diferents eres, la divisió més gran del temps geològic, ve ja de Giovanni Arduino, del segle xviii, tot i que el seu nom original per l'era ara coneguda com el Paleozoic era «Primitiu».
El Paleozoic inclou sis períodes geològics; del més antic al més recent --el Cambrià, l'Ordovicià, el Silurià, el Devonià, el Carbonífer i el Permià. S'estén des de fa uns 542 milions d'anys fins fa uns 251 milions d'anys. Segueix el Precambrià i precedeix el Mesozoic.
El Paleozoic va des del temps de la primera aparició en abundància de fòssils de closca dura fins al temps en què els continents començaven a ser dominats per rèptils grans i relativament sofisticats, així com per vegetals relativament moderns. El límit inferior se'n situava clàssicament en la primera aparició de criatures conegudes com a trilobits i arqueociats. El límit superior està situat en una extinció massiva 300 milions d'anys més tard, l'extinció permiana. La pràctica moderna situa el límit més antic en la primera aparició d'un fòssil característic anomenat Treptichnus pedum.
Geològicament, el Paleozoic comença poc després de la fragmentació del supercontinent de Rodínia i al final d'una època glacial global (vegeu Glaciació varangiana). Durant el Paleozoic primitiu, la massa terrestre de la Terra es va trencar en un gran nombre de continents relativament petits. Cap al final de l'era, els continents s'agruparen de nou en un supercontinent anomenat Pangea, que incloïa la major part de l'àrea terrestre de la Terra.
Al principi de l'era, la vida només consistia en bacteris, algues, esponges i una varietat de formes lleugerament enigmàtiques conegudes com a «organismes ediacarians». Un gran nombre d'estructures corpòries aparegueren quasi simultàniament al començament de l'era, un fenomen conegut com a «explosió cambriana». Hi ha algunes proves que organismes senzills ja podrien haver envaït la terra al començament del Paleozoic, però els vegetals i animals substancials no van arribar a la Terra fins al Silurià i no van començar a prosperar fins al Devonià. Tot i que es coneixen vertebrats primitius des de principis del Paleozoic, les formes animals dominants foren els invertebrats fins a mitjans del Paleozoic. Les poblacions de peixos van explotar durant el Devonià. Durant el Paleozoic tardà, grans boscos de vegetals primitius van prosperar en la Terra, formant les grans capes de carbó d'Europa i l'est de Nord-amèrica. Cap al final de l'era, els primers rèptils grans i sofisticats i les primeres coníferes ja havien evolucionat.